# DaBaby
DaBaby, de son vrai nom Jonathan Lyndale Kirk, né le 22 décembre 1991 à Cleveland, dans l'Ohio, aux États-Unis, est un rappeur et compositeur américain, originaire de Charlotte, en Caroline du Nord.

## Biographie

### Jeunesse et débuts
Jonathan Lyndale Kirk est né à Cleveland, dans l'État de l'Ohio, le 22 décembre 1991, puis déménage à Charlotte, à l'âge de 7 ans.
DaBaby commence sa carrière de rappeur en 2015. Il se montre très actif durant l'année 2017 en publiant six mixtapes.

### Reconnaissance et Baby on Baby (depuis 2019)
DaBaby signe sur le label Interscope Records en janvier 2019. Au mois d'avril, DaBaby dévoile le premier single de son album, fernando. La chanson connaît un succès important et se retrouve certifiée double platine trois mois après sa sortie. Le 1er mars 2019, il publie son premier album studio, Baby on Baby (en).
Au mois de juillet, il apparaît dans la XXL Freshmen Class, regroupant les rappeurs prometteurs de l'année. Son freestyle ainsi que son cypher sont appréciés par la presse.

### Polémiques
En juillet 2021, lors d'un concert au festival Rolling Loud, le rappeur a tenu des propos homophobes et sérophobes qui ont rapidement tournés en boucle sur les réseaux sociaux. Il a par la suite tenté de s'excuser sur son compte Instagram, mais n'a fait que réitérer ses propos déplacés, indiquant qu'il ne songeait pas à ses fans gays étant donné qu'ils ne sont pas "des gays sales" ni des "junkies". Peu de temps après, DaBaby a supprimé la publication où il s'excusait.
À la suite de ces mêmes propos exprimés publiquement, il s'est vu déprogrammer du festival Lollapalooza,.

### Vie privée
Au mois de novembre 2018, DaBaby est mêlé à une altercation dans le Walmart de Huntersville, en Caroline du Nord, où un jeune homme de dix-neuf ans est tué par balles. Le rappeur confirme son implication dans la fusillade et explique avoir agi en légitime défense, affirmant que l'individu a tenté de le voler. Il précise plus tard que des hommes l'ont accosté avec des pistolets alors qu'il faisait du shopping en famille. Quatre individus dont DaBaby sont placés en garde à vue mais il est le seul suspect accusé pour la fusillade. Toutefois, les charges sont levées en mars 2019.
Il a un enfant avec la chanteuse et rappeuse DaniLeigh.

## Discographie

### Album studio
- 2019 : Baby on Baby (en)
- 2019 : Kirk (en)
- 2020 : Blame It on Baby (en)
- 2022 : Better Than You
- 2022 : Baby On Baby 2

### Mixtapes
- 2016 : God's Work Resurrected
- 2017 : Baby Talk
- 2017 : Baby Talk 2
- 2017 : Billion Dollar Baby
- 2017 : Baby Talk 3
- 2017 : Back On My Baby Jesus Shit
- 2017 : Baby Talk 4
- 2018 : Baby Talk 5
- 2018 : Blank Blank
- 2021 : Back On My Baby Jesus Sh!t AGAIN
- 2024 : HOW TF IS THIS A MIXTAPE?